# 馬爾穆利伊夫卡
49°30′7″N 29°36′23″E / 49.50194°N 29.60639°E

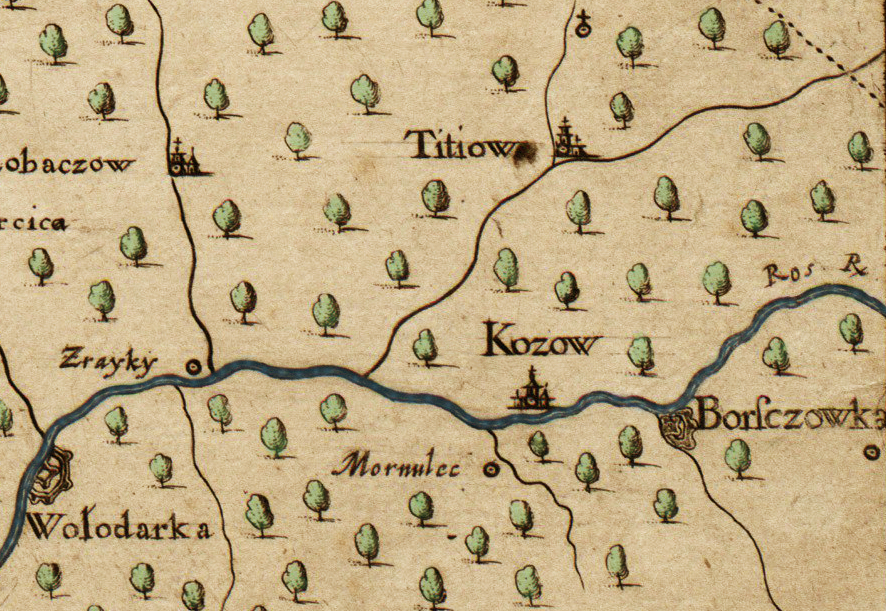

馬爾穆利伊夫卡（烏克蘭語：Мармуліївка）是位於烏克蘭北部的村莊，由基辅州白采爾克瓦區的沃洛達爾卡市鎮負責管轄。該村面積298.2平方公里，海拔高度185米，2001年人口460，人口密度每平方公里1.55人。